# Goniothalamus reticulatus
Goniothalamus reticulatus är en kirimojaväxtart som beskrevs av George Henry Kendrick Thwaites. Goniothalamus reticulatus ingår i släktet Goniothalamus och familjen kirimojaväxter. Inga underarter finns listade i Catalogue of Life.